# 韋廷根

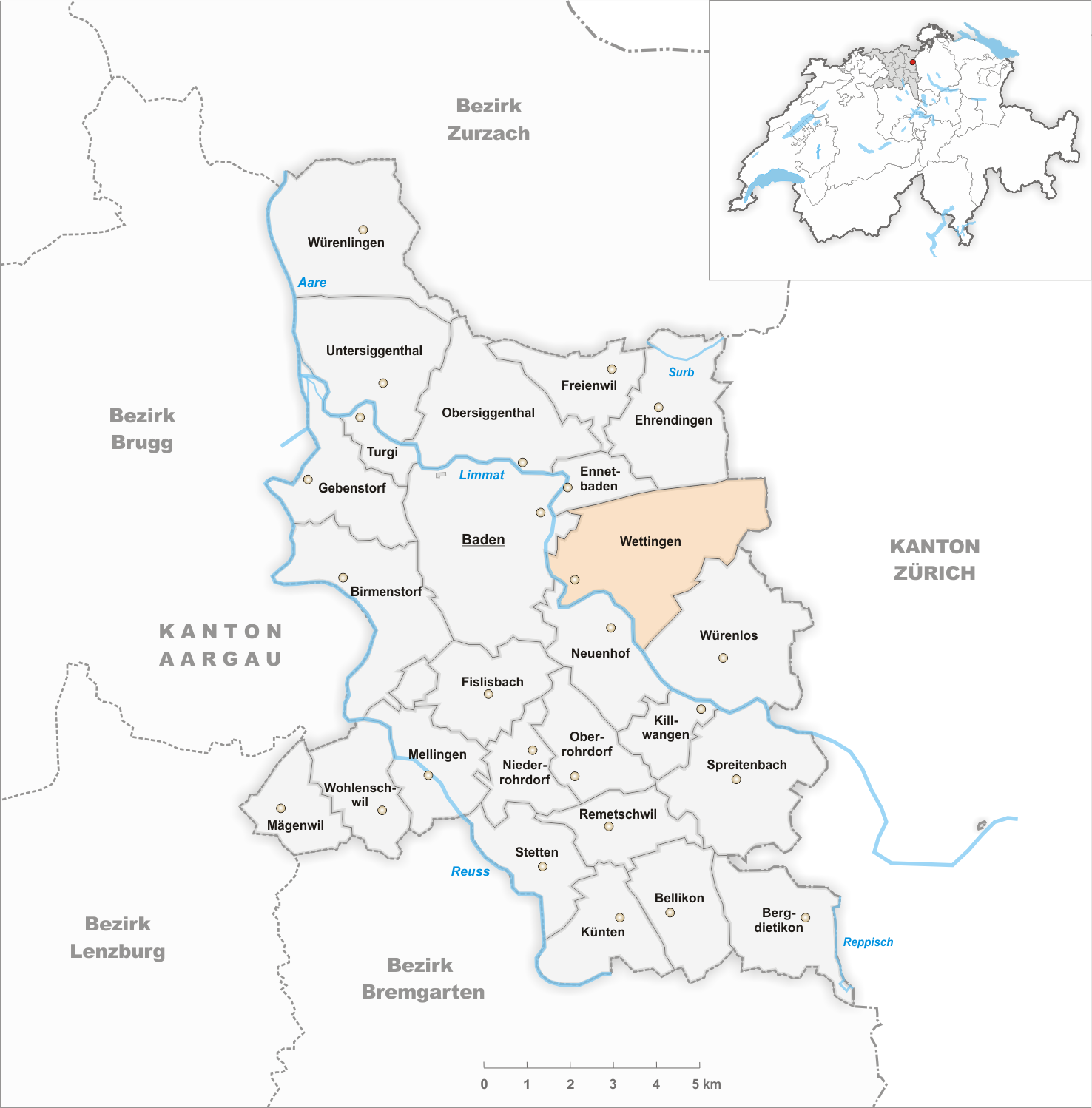
韦廷根市地图

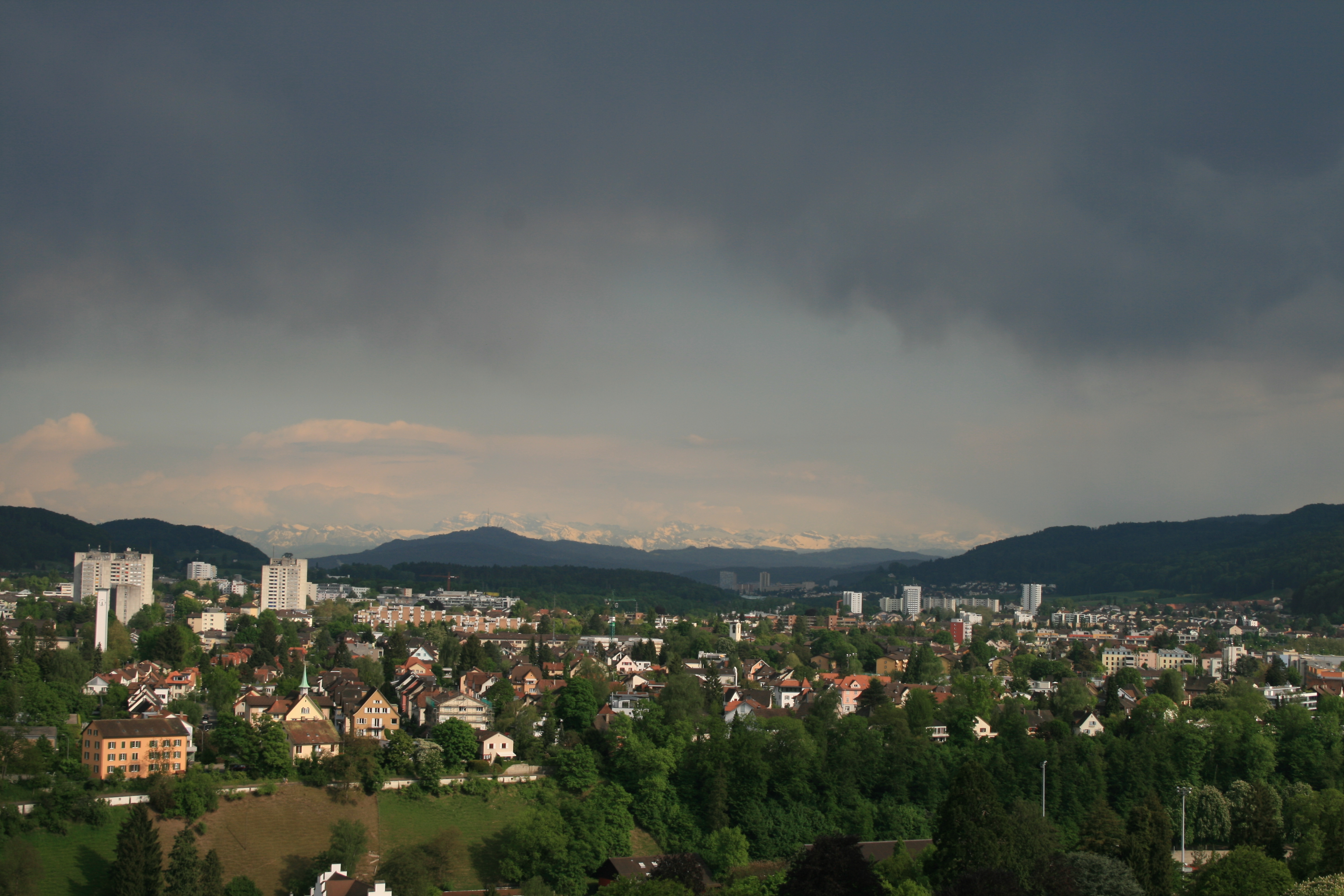
韦廷根市风光

韋廷根（德語：Wettingen）是瑞士联邦的城镇，位於該國北部利馬特河右岸，由阿爾高州負責管轄，面積为10.59平方公里，海拔高度395米，2017年12月31日人口为20,717人，其中四成居民信奉羅馬天主教。